# 2010–2011-es bosznia-hercegovinai labdarúgó-bajnokság (első osztály)
A 2010–2011-es Premijer Liga a bosznia-hercegovinai labdarúgó-bajnokság legmagasabb szintű versenyének 19. alkalommal megrendezett bajnoki éve volt. A pontvadászat 16 csapat részvételével 2010. július 31-én kezdődött és 2011. május 28-án ért véget.
A bajnokságot a Borac Banja Luka nyerte az FK Sarajevo, és a címvédő Željezničar Sarajevo előtt. Ez volt a klub első bajnoki címe. Az élvonaltól a Budućnost Banovići és a Drina Zvornik búcsúzott, helyüket a GOŠK és a Kozara Gradiška foglalta el.
A gólkirályi címet a Zrinjski Mostar horvát csatára, Ivan Lendrić nyerte el 16 találattal, az Év Játékosá-nak járó díjjal pedig a Željezničar Sarajevo 28 éves középpályását, Zajko Zebát jutalmazták meg.

## A bajnokság rendszere
A pontvadászat 16 csapat részvételével zajlott, a csapatok a őszi-tavaszi lebonyolításban oda-visszavágós, körmérkőzéses rendszerben mérkőztek meg egymással. Minden csapat minden csapattal kétszer játszott, egyszer pályaválasztóként, egyszer pedig vendégként.
A bajnokság végső sorrendjét a 30 bajnoki forduló mérkőzéseinek eredményei határozták meg a szerzett összpontszám alapján kialakított rangsor szerint. A mérkőzések győztes csapatai 3 pontot, döntetlen esetén mindkét csapat 1-1 pontot kapott. Vereség esetén nem járt pont. A bajnokság első helyezett csapata a legtöbb összpontszámot szerzett egyesület, míg az utolsó helyezett csapat a legkevesebb összpontszámot szerzett egyesület volt.
Azonos összpontszám esetén a bajnoki sorrendet az alábbi szempontok alapján határozták meg:
1. a bajnoki mérkőzések gólkülönbsége
2. a bajnoki mérkőzéseken szerzett gólok száma.

Amennyiben nemzetközikupa-indulást, vagy kiesést jelentő helyen alakul volna ki pontegyenlőség, úgy a sorrendet az alábbi szempontok szerint határozták volna meg:
1. az egymás ellen játszott bajnoki mérkőzések pontkülönbsége
2. az egymás ellen játszott bajnoki mérkőzések gólkülönbsége
3. az egymás ellen játszott bajnoki mérkőzéseken szerzett gólok száma
4. az egymás ellen játszott bajnoki mérkőzéseken „idegenben” szerzett gólok száma
5. a bajnoki mérkőzések gólkülönbsége
6. a bajnoki mérkőzéseken szerzett gólok száma

A bajnokság győztese lett a 2010–11-es bosznia-hercegovinai bajnok, míg az utolsó két helyen végzett csapat kiesett a másodosztályba (a csapat székhelyétől függően a bosznia-hercegovinai másodosztályba vagy a Boszniai Szerb Köztársaság első osztályába).

## Változások a 2009–10-es szezonhoz képest
Kiesett az élvonalból
- FK Laktaši, 15. helyen
- FK Modriča, 16. helyen

Feljutott a másodosztályból
- Budućnost Banovići, a bosznia-hercegovinai másodosztály bajnoka
- Drina Zvornik, a Boszniai Szerb Köztársaság első osztályának bajnoka

## Részt vevő csapatok
| Csapat               | Székhely      | Stadion                      | 2009–10      |
| -------------------- | ------------- | ---------------------------- | ------------ |
| Budućnost Banovići   | Banovići      | Gradski Stadion              | 1. (II. o.)1 |
| Borac Banja Luka     | Banja Luka    | Banja Luka-i városi stadion  | 3.           |
| Čelik Zenica         | Zenica        | Bilino Polje                 | 13.          |
| Drina Zvornik        | Zvornik       | Gradski Stadion              | 1. (II. o.)2 |
| Leotar Trebinje      | Trebinje      | Rendőr Stadion               | 11.          |
| Olimpik Sarajevo     | Szarajevó     | Otoka Stadion                | 6.           |
| Rudar Prijedor       | Prijedor      | Gradski Stadion              | 10.          |
| FK Sarajevo          | Szarajevó     | Asim Ferhatović Hase Stadion | 5.           |
| Slavija Sarajevo     | Szarajevó     | Gradski SRC Slavija Stadion  | 14.          |
| Sloboda Tuzla        | Tuzla         | Tušanj Stadion               | 8.           |
| NK Široki Brijeg     | Široki Brijeg | Pecara Stadion               | 2.           |
| NK Travnik           | Travnik       | Pirota Stadion               | 9.           |
| Velež Mostar         | Mostar        | Vrapčići Stadion             | 7.           |
| Zrinjski Mostar      | Mostar        | Bijeli Brijeg Stadion        | 4.           |
| Zvijezda Gradačac    | Gradačac      | Banja Ilidža Stadion         | 12.          |
| Željezničar Sarajevo | Szarajevó     | Grbavica Stadion             | 1.           |

Megjegyzések
1. A Boszniai Szerb Köztársaság első osztályának győztese

## Végeredmény
| #   | Csapat                       | M  | GY | D | V  | G+ – G– | GK  | P                                                        | Megjegyzések                                   |
| --- | ---------------------------- | -- | -- | - | -- | ------- | --- | -------------------------------------------------------- | ---------------------------------------------- |
| 1.  | Borac Banja LukaK (B)        | 30 | 19 | 7 | 4  | 37–15   | +22 | 64                                                       | 2011–2012-es Bajnokok Ligája – 2. selejtezőkör |
| 2.  | FK Sarajevo                  | 30 | 17 | 6 | 7  | 51–26   | +25 | 57                                                       | 2011–2012-es Európa-liga – 2. selejtezőkör     |
| 3.  | Željezničar SarajevoCV (KGY) | 30 | 17 | 4 | 9  | 50–25   | +25 | 55                                                       | 2011–2012-es Európa-liga – 2. selejtezőkör1    |
| 4.  | NK Široki Brijeg             | 30 | 16 | 2 | 12 | 59–45   | +14 | 50                                                       | 2011–2012-es Európa-liga – 1. selejtezőkör     |
| 5.  | Olimpik Sarajevo             | 30 | 14 | 6 | 10 | 35–33   | +2  | 48 \| rowspan="10" style="background-color: #fafafa;" \| |                                                |
| 6.  | Sloboda Tuzla                | 30 | 14 | 4 | 12 | 28–29   | −1  | 46                                                       |                                                |
| 7.  | Zrinjski Mostar              | 30 | 13 | 3 | 14 | 41–39   | +2  | 42                                                       |                                                |
| 8.  | Zvijezda Gradačac            | 30 | 11 | 9 | 10 | 40–38   | +2  | 42                                                       |                                                |
| 9.  | Rudar Prijedor               | 30 | 11 | 8 | 11 | 37–41   | −4  | 41                                                       |                                                |
| 10. | Čelik Zenica                 | 30 | 11 | 7 | 12 | 30–30   | 0   | 40                                                       |                                                |
| 11. | Slavija Sarajevo             | 30 | 11 | 5 | 14 | 44–46   | −2  | 38                                                       |                                                |
| 12. | NK Travnik                   | 30 | 11 | 4 | 15 | 44–43   | +1  | 37                                                       |                                                |
| 13. | Velež Mostar                 | 30 | 11 | 3 | 16 | 31–43   | −12 | 36                                                       |                                                |
| 14. | Leotar Trebinje              | 30 | 10 | 5 | 15 | 29–49   | −20 | 35                                                       |                                                |
| 15. | Budućnost BanovićiÚ (K)      | 30 | 6  | 7 | 17 | 25–44   | −19 | 25                                                       | Prva Liga FBiH vagy Prva Liga RS               |
| 16. | Drina ZvornikÚ (K)           | 30 | 7  | 2 | 21 | 18–53   | −35 | 23                                                       | Prva Liga FBiH vagy Prva Liga RS               |

Forrás: bihsoccer.com (bosnyákul) 
A rangsorolás alapszabályai: 1. összpontszám, 2. egymás elleni eredmények összpontszáma, 3. gólkülönbség, 4. szerzett gólok száma.
1A Željezničar Sarajevo nyerte a 2010–2011-es bosznia-hercegovinai kupát, ezért a 2011–2012-es Európa-liga 2. selejtezőkörében indult.
(B): Bajnokcsapat, (K): Kieső csapat, (F): Feljutó csapat, (I): Kupainduló, (R): A rájátszás győztese, (KGY): Kupagyőztes

## Eredmények
| Hazai \ Vendég1      | BOR | BUD | ČEL | DRI | LEO | OLI | RUD | SAR | ŠBI | SLA | SLO | TRA | VEL | ZRI | ZVI | ŽEL |
| Borac Banja Luka     |     | 2–1 | 1–0 | 1–0 | 2–2 | 2–1 | 0–0 | 2–0 | 2–3 | 4–1 | 2–0 | 2–0 | 1–1 | 2–0 | 1–0 | 1–0 |
| Budućnost Banovići   | 0–1 |     | 1–1 | 1–1 | 2–1 | 2–1 | 1–3 | 1–2 | 1–0 | 0–1 | 0–0 | 3–1 | 0–1 | 0–3 | 2–5 | 1–2 |
| Čelik Zenica         | 0–1 | 2–1 |     | 1–0 | 3–0 | 0–1 | 2–1 | 2–1 | 0–0 | 1–0 | 1–0 | 2–0 | 1–0 | 2–1 | 4–1 | 1–1 |
| Drina Zvornik        | 0–2 | 2–0 | 1–0 |     | 2–1 | 1–3 | 0–1 | 0–5 | 0–2 | 2–1 | 0–2 | 0–1 | 2–0 | 1–0 | 1–2 | 0–2 |
| Leotar Trebinje      | 2–1 | 1–1 | 2–1 | 1–0 |     | 0–1 | 0–0 | 0–2 | 1–0 | 2–1 | 1–3 | 1–0 | 2–1 | 4–1 | 3–0 | 0–1 |
| Olimpik Sarajevo     | 0–0 | 1–1 | 1–0 | 2–1 | 1–0 |     | 2–0 | 2–1 | 1–0 | 0–0 | 2–2 | 5–3 | 0–1 | 2–0 | 1–0 | 0–2 |
| Rudar Prijedor       | 0–1 | 2–1 | 1–1 | 1–0 | 1–1 | 3–1 |     | 1–1 | 2–1 | 2–2 | 3–0 | 1–1 | 2–0 | 2–0 | 1–3 | 3–2 |
| FK Sarajevo          | 0–1 | 2–0 | 1–0 | 1–1 | 3–0 | 3–1 | 5–1 |     | 3–0 | 4–2 | 3–0 | 1–0 | 1–0 | 1–0 | 2–1 | 0–0 |
| NK Široki Brijeg     | 1–2 | 2–1 | 2–2 | 5–1 | 3–1 | 1–3 | 1–2 | 2–1 |     | 4–1 | 4–0 | 2–1 | 4–1 | 4–1 | 3–0 | 4–1 |
| Slavija Sarajevo     | 0–0 | 2–3 | 5–1 | 0–1 | 4–0 | 0–0 | 3–0 | 2–1 | 1–0 |     | 1–0 | 1–1 | 2–1 | 3–2 | 2–0 | 1–0 |
| Sloboda Tuzla        | 1–0 | 1–0 | 2–0 | 3–0 | 1–1 | 0–1 | 2–1 | 0–0 | 0–1 | 2–1 |     | 2–0 | 1–0 | 0–1 | 2–1 | 2–0 |
| NK Travnik           | 1–2 | 0–1 | 0–0 | 6–0 | 1–0 | 1–0 | 2–1 | 1–2 | 4–0 | 5–3 | 2–0 |     | 5–1 | 2–1 | 2–2 | 2–1 |
| Velež Mostar         | 0–0 | 2–0 | 1–0 | 2–0 | 0–2 | 3–0 | 3–0 | 1–2 | 2–5 | 2–1 | 2–0 | 1–0 |     | 1–0 | 1–4 | 1–3 |
| Zrinjski Mostar      | 0–0 | 0–0 | 1–0 | 3–0 | 4–0 | 1–0 | 1–0 | 4–2 | 4–3 | 4–2 | 1–0 | 3–1 | 2–0 |     | 1–2 | 0–1 |
| Zvijezda Gradačac    | 1–0 | 0–0 | 1–1 | 2–1 | 1–0 | 2–2 | 0–0 | 1–1 | 6–1 | 2–1 | 0–1 | 2–1 | 0–0 | 1–1 |     | 0–0 |
| Željezničar Sarajevo | 0–1 | 2–0 | 2–1 | 2–0 | 8–0 | 3–0 | 4–2 | 0–0 | 0–1 | 2–0 | 0–1 | 3–0 | 3–2 | 3–1 | 2–0 |     |

Forrás: bihsoccer.com (bosnyákul) 
1A hazai csapatok a bal oldali oszlopban szerepelnek.
Színek: Zöld = hazai győzelem; Sárga = döntetlen; Piros = vendéggyőzelem.
 

## A góllövőlista élmezőnye
Forrás: Bosznia-hercegovinai Labdarúgó-szövetség (bosnyákul).
16 gólos
- Ivan Lendrić (Zrinjski Mostar)

14 gólos
- Mirza Džafić (NK Travnik)
- Nusmir Fajic (Rudar Prijedor)
- Damir Tosunović (Zrinjski Mostar)

12 gólos
- Igor Radovanović (Slavija Sarajevo)
- Mateo Roskam (NK Široki Brijeg)

11 gólos
- Zajko Zeba (Željezničar Sarajevo)

10 gólos
- Stevo Nikolić (Borac Banja Luka)
- Ševko Okić (Velež Mostar)
- Wagner Santos Lago (NK Široki Brijeg)

## Nemzetközikupa-szereplés

### Eredmények
| Csapat               | Kupa            | Forduló         | Ellenfél           | 1. mérk. | 2. mérk. | Össz. |
| -------------------- | --------------- | --------------- | ------------------ | -------- | -------- | ----- |
| Željezničar Sarajevo | Bajnokok Ligája | 2. selejtezőkör | Hapóél Tel-Aviv    | 0–5      | 0–1      | 0–6   |
| Borac Banja Luka     | Európa-liga     | 2. selejtezőkör | Lausanne-Sport     | 0–1      | 1–1      | 1–2   |
| NK Široki Brijeg     | Európa-liga     | 1. selejtezőkör | Olimpija Ljubljana | 2–0      | 3–0      | 5–0   |
| NK Široki Brijeg     | Európa-liga     | 2. selejtezőkör | Austria Wien       | 2–2      | 0–1      | 2–3   |
| Zrinjski Mostar      | Európa-liga     | 1. selejtezőkör | Tobil Kosztanaj    | 2–1      | 2–1      | 4–2   |
| Zrinjski Mostar      | Európa-liga     | 2. selejtezőkör | Tre Penne          | 4–1      | 9–2      | 13–3  |
| Zrinjski Mostar      | Európa-liga     | 3. selejtezőkör | Odense BK          | 3–5      | 0–0      | 3–5   |

Megjegyzés: Az eredmények minden esetben a bosznia-hercegovinai labdarúgócsapatok szemszögéből értendőek, a dőlten írt mérkőzéseket pályaválasztóként játszották.

### UEFA-együttható
A nemzeti labdarúgó-bajnokságok UEFA-együtthatóját a bosznia-hercegovinai csapatok Bajnokok Ligája-, és Európa-liga-eredményeiből számítják ki. Bosznia-Hercegovina a 2010–11-es bajnoki évben 1,875 pontot szerzett, ezzel a 32. helyen zárt.
| Csapat               | SGY | SD | SV | GY | D | V | Bónusz | Pont  | Átlag |
| -------------------- | --- | -- | -- | -- | - | - | ------ | ----- | ----- |
| Željezničar Sarajevo | 0   | 0  | 2  | 0  | 0 | 0 | 0,000  | 0,000 |       |
| Borac Banja Luka     | 0   | 1  | 1  | 0  | 0 | 0 | 0,000  | 0,500 |       |
| NK Široki Brijeg     | 2   | 1  | 1  | 0  | 0 | 0 | 0,000  | 2,500 |       |
| Zrinjski Mostar      | 4   | 1  | 1  | 0  | 0 | 0 | 0,000  | 4,500 |       |
| Összesen             | 6   | 3  | 5  | 0  | 0 | 0 | 0,000  | 7,500 | 1,875 |

## Külső hivatkozások
- Hivatalos oldal (bosnyákul)
- A Bosznia-hercegovinai Labdarúgó-szövetség hivatalos oldala (bosnyákul)
- Eredmények és tabella az rsssf.com-on (angolul)
- Eredmények és tabella a Soccerwayen (angolul)